# 育空党
育空党（英语：Yukon Party；法语：Parti du Yuko），加拿大育空地区的一个保守主义政党。该党创建于1991年，此前曾称作育空进步保守党（Yukon Progressive Conservative Party）。该党总部位于怀特霍斯。现任领袖为Darrell Pasloski。目前，在育空地区立法会的19个席位中占有8席。